# Laura Marling
Laura Beatrice Marling (Reading (Berkshire), 1 februari 1990) is een Engelse singer-songwriter van folkmuziek. Ze behoort tot de Londense folkscene, tezamen met bands als Mumford & Sons, Noah and the Whale en Peggy Sue. Marling bracht tot op heden zes albums uit. Haar eerste twee albums werden beide genomineerd voor de Mercury Music Prize. Op 15 februari 2011 kreeg ze een Brit Award uitgereikt in de categorie British female solo artist.

## Biografie

### Beginjaren
Laura Marling werd in 1990 in het Engelse Hampshire geboren als de jongste van drie dochters van een muziekleraar. Ze begon al op jonge leeftijd gitaar te spelen, toen ze vijf of zes jaar oud was. In haar tienerjaren begon Laura ook liedjes te schrijven. Marlings familie was aardig thuis in de muziek: haar vader was eigenaar van een opnamestudio. In 2006, toen Marling zestien jaar was, werd ze lid van de band Noah and the Whale. Via internet werd haar in 2007 ook gevraagd om mee te doen als achtergrondzangeres in het liedje "Suspicous Eyes" op het album Ten New Messages van de indierockband The Rakes. In dat jaar verscheen bij WayOutWest Records ook haar eigen debuut-ep, London Town. Hetzelfde jaar volgde ook de ep My Manic & I onder het label Virgin Records. In 2008 vroeg de Londense band Mystery Jets haar mee te zingen in het hitje "Young Love".

### Alas, I Cannot Swim
In het voorjaar van 2008 bracht Marling haar debuutalbum Alas I Cannot Swim uit bij Virgin Records. Het album werd geproduceerd door Marlings toenmalige vriend en bandgenoot Charlie Fink. Van het album verschenen drie singles, Ghosts, Cross Your Fingers en Night Terror. Het album werd genomineerd voor de Mercury Music Prize.
Op 25 maart 2008 speelde Marling in een uitverkochte kleine zaal van Paradiso in Amsterdam. In het voorprogramma stond Marcus Mumford van Mumford & Sons. Mumford was ook Marlings begeleider tijdens haar concert. In de nazomer van 2008 verliet Marling Noah and the Whale.
December 2009 stond in het teken van een Indiase tournee samen met Mumford & Sons en de Indiase band Dharohar Project. Er werden vijf steden aangedaan: New Delhi, Bombay, Poona, Haiderabad en Calcutta. Volgens Marling waren de optredens bijzonder moeilijk: ze verliepen niet zoals verwacht en de muzikanten werden niet makkelijk door de lokale bewoners ontvangen. In december kwam ook de single Goodbye England (Covered in Snow) uit, aanvankelijk als kerstsingle. Hij verschijnt echter ook op het nieuwe album.

### I Speak Because I Can
I Speak Because I Can, Marlings tweede studioalbum, kwam uit op 22 maart 2010. Het album ontving lovende kritieken en Marling werd vergeleken met Joni Mitchell en Bob Dylan (gitaarspel). Ook dit album werd genomineerd voor de Mercury Music Prize en deed het goed in de hitlijsten. Op 5 april stond Marling in de Melkweg in Amsterdam ter promotie van het album. Begeleid door een vierkoppige band werd een optreden afgewerkt, waarvan het middelste deel door Marling solo werd uitgevoerd.
In juni 2010 zag een ep met de titel Mumford & Sons, Laura Marling & Dharohar Project het levenslicht. Hierop stonden vier nummers opgenomen door Laura Marling, Mumford & Sons en Dharohar Project, de band met wie zij het voorgaande jaar door India toerden. De Indiase band werd uitgenodigd om enkele shows te doen in het Verenigd Koninkrijk. In augustus 2010 werd de opname van het optreden van 19 juli 2010 in het Londense Roundhouse digitaal uitgegeven via iTunes.
Via het label van Jack White, Third Man Records, werd in het najaar van 2010 een single uitgegeven. Op de A-kant van de single stond een cover van Blues Run The Game geschreven door de Amerikaanse folkzanger Jackson C. Frank. Op de andere kant van de single stond een herinterpretatie van Needle And The Damage Done, een lied van Neil Young.

### Derde album: A Creature I Don't Know
In januari 2010 berichtte het Britse muziektijdschrift NME dat Marling niet alleen I Speak Because I Can zou uitbrengen, maar dat eind 2010 ook haar derde album zou volgen. Het bericht werd echter door het tijdschrift herroepen in het augustusnummer van dat jaar. Hierin vertelde Marling dat het derde album in 2011 zou verschijnen. Door deze extra tijd zou, aldus Marling, haar tot dan toe ongetitelde album echter wel beter worden. In de nieuwsbrief die in december aan de fans werd verstuurd, viel te lezen dat de eerste maanden van 2011 in het teken zouden staan van het afronden van het nieuwe album. Dat beoogd werd het album in februari te voltooien, viel te lezen in een artikel in NME van begin januari.

### Vierde album: Once I Was an Eagle
Eind mei 2013 is haar vierde album Once I was an Eagle verschenen.

### Vijfde album: Short Movie
In maart 2015 verscheen het vijfde studioalbum van Laura Marling, Short Movie geheten. Het album bestaat uit dertien nummers. De nummers zijn geschreven in de Verenigde Staten, voornamelijk geïnspireerd op de periode dat zij in Los Angeles woonde.

### Zesde album: Semper Femina
In maart 2017 is haar zesde studioalbum, Semper Femina, uitgebracht.

### Zevende album: Songs for our Daughter
Laura's zevende album, Songs for our Daughter, verscheen in april 2020 en werd genomineerd voor de Mercury Music Prize. Het bereikte de top 10 van de Britse albumlijst.

## Trivia
- Laura Marling heeft getourd met een aantal bekende indie-artiesten in het Verenigd Koninkrijk, onder wie met Jamie T, die haar persoonlijk uitnodigde mee op tournee te gaan, nadat hij haar tweede solo-optreden had gezien.
- Marling is ooit een optreden geweigerd, omdat ze te jong was om de zaal te betreden. Hierna verzorgde ze zelf een akoestisch optreden in een steeg naast de zaal.[8]

## Discografie

### Albums
| Album met eventuele hitnotering(en) in de Nederlandse Album Top 100 | Datum van verschijnen | Datum van binnenkomst | Hoogste positie | Aantal weken | Opmerkingen |
| ------------------------------------------------------------------- | --------------------- | --------------------- | --------------- | ------------ | ----------- |
| Alas, I Cannot Swim                                                 | 18-03-2008            | -                     |                 |              |             |
| I Speak Because I Can                                               | 26-03-2010            | 10-04-2010            | 91              | 2            |             |
| A Creature I Don't Know                                             | 09-09-2011            | 17-09-2011            | 72              | 1            |             |
| Once I Was An Eagle                                                 | 24-05-2013            | 01-06-2013            | 14              | 6            |             |
| Short Movie                                                         | 20-03-2015            | 28-03-2015            | 38              | 1            |             |
| Semper Femina                                                       | 10-03-2017            | 10-03-2017            | -               |              |             |

| Album met hitnotering(en) in de Vlaamse Ultratop 200 albums | Datum van verschijnen | Datum van binnenkomst | Hoogste positie | Aantal weken | Opmerkingen |
| ----------------------------------------------------------- | --------------------- | --------------------- | --------------- | ------------ | ----------- |
| I Speak Because I Can                                       | 2010                  | 10-04-2010            | 59              | 4            |             |
| A Creature I Don't Know                                     | 2011                  | 01-10-2011            | 36              | 4            |             |

### Singles
| Single met eventuele hitnotering(en) in de Nederlandse Top 40 | Datum van verschijnen | Datum van binnenkomst | Hoogste positie | Aantal weken | Opmerkingen |
| ------------------------------------------------------------- | --------------------- | --------------------- | --------------- | ------------ | ----------- |
| Ghosts                                                        | 2008                  | -                     |                 |              |             |
| Cross your fingers / Crawled out of the sea                   | 2008                  | -                     |                 |              |             |
| Night terror                                                  | 2008                  | -                     |                 |              |             |
| Goodbye England (Covered in snow)                             | 2010                  | -                     |                 |              |             |
| Devil's spoke                                                 | 2010                  | -                     |                 |              |             |

### Ep's
- London Town

1. "London Town"
2. "She's Changed"
3. "Failure"
4. "Tap At My Window"

- My Manic and I

1. "New Romantic"
2. "Night Terror"
3. "My Manic and I"
4. "Typical"